# Desmanthus illinoensis
Desmanthus illinoensis (Michx.) MacMill. ex B.L.Rob. & Fernald, chiamata anche bundleflower, è una pianta della famiglia delle Fabacee comunemente diffusa negli Stati Uniti d'America.

## Descrizione

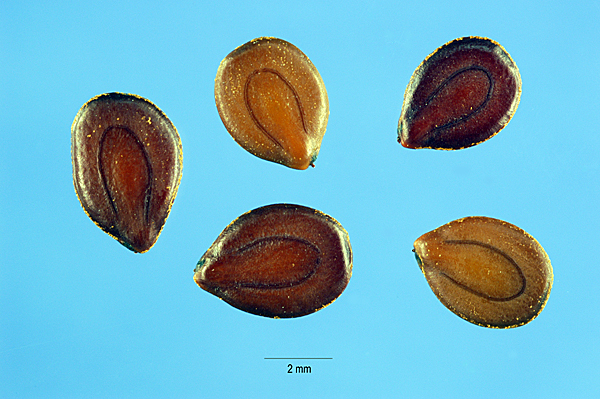
Semi

Si presenta come un arbusto infestante, piccolo e disteso, perenne, legnoso alla base. Si propaga fino a un metro di lunghezza, con steli striscianti.
Le foglie sono lunghe dai 2 ai 6 cm, tutte glabre.
Possiede baccelli ovoidi, corti ed incurvati; fiori con 5 o 10 stami. Le stipole hanno un margine alato alla loro base. Le radici sono fortemente ramificate.
Cresce comunemente in assenza di altre piante formanti fittoni.

## Usi
Le piante del genere Desmanthus sono una buona fonte di foraggio e le sementi forniscono cibo a uccelli, roditori e piccoli animali.

## Biochimica
La pianta contiene dimetiltriptamina e gramina, anche se in quantità molto scarse.